# Kovrov

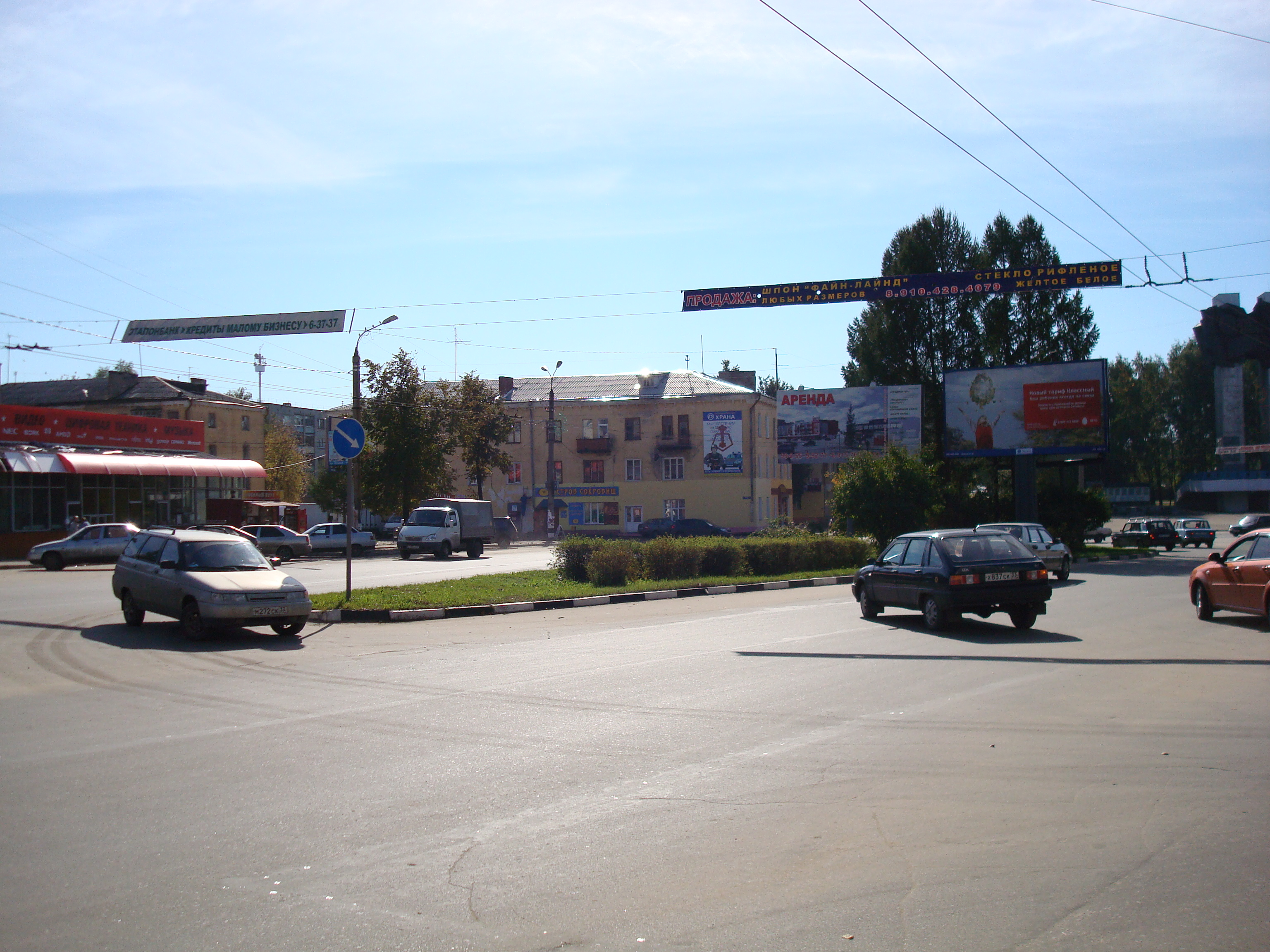
Gata i Kovrov.

Kovrov (ryska Ковро́в) är den näst största staden i Vladimir oblast i Ryssland. Folkmängden uppgick till 140 117 invånare i början av 2015.